# Volkheimeria
Volkheimeria is een geslacht van plantenetende sauropode dinosauriërs, behorend tot de Eusauropoda, dat tijdens het middelste Jura, ongeveer 164 miljoen jaar geleden, leefde in het gebied van het huidige Argentinië. De enige benoemde soort is Volkheimeria chubutensis.

## Vondst en naamgeving
In 1977 voerde José Fernando Bonaparte opgravingen uit bij Cerro Cóndor. Op de zuidelijke vindplaats van die locatie werd een skelet van een onbekende sauropode aangetroffen.
De typesoort Volkheimeria chubutensis werd in 1979 benoemd en kort beschreven door José Bonaparte, in Science. De hele beschrijving bestaat uit één alinea. De geslachtsnaam eert de Duits/Argentijnse micropaleontoloog Wolfgang Volkheimer, de directeur van het natuurhistorisch museum van Buenos Aires. De soortaanduiding verwijst naar de herkomst uit de provincie Chubut.
Het holotype, PVL 4077, is gevonden in een laag van de Cañadon Asfalto-formatie die dateert uit het Callovien. Het bestaat uit een gedeeltelijk skelet zonder schedel. Bewaard zijn gebleven: drie halswervels, vier ruggenwervels, twee sacrale wervels, het bekken, het linkerdijbeen en het linkerscheenbeen. Het betreft een dier dat nog niet volgroeid was maar vermoedelijk wel geslachtsrijp.
Op dezelfde locatie is de sauropode Patagosaurus gevonden die in hetzelfde artikel benoemd werd. Volgens Bonaparte zijn beide soorten duidelijk te onderscheiden, hoewel alle vijf gevonden skeletten van Patagosaurus van meer volwassen dieren zijn, wat een vergelijking bemoeilijkt en hun materiaal zo variabel is dat Oliver Rauhut in 2002 twee soorten vermoedde.

## Beschrijving
Volkheimeria is een vrij kleine soort met een geschatte lengte van tien tot twaalf meter. Het darmbeen heeft een lengte van vijfenveertig centimeter.
Volkheimeria onderscheidt zich van Patagosaurus door een kleiner formaat en kortere doornuitsteeksels met een simpeler structuur doordat ze overdwars zijn afgeplat zonder laminae spinopraezygapophyseales. Het darmbeen zou korter en hoger zijn. Het hoofdlichaam van het schaambeen is korter in zijaanzicht, van voor naar achteren gemeten.
De wervels hebben tamelijk lange doornuitsteeksels met verticale richels op de zijkanten. De halswervels zijn opisthocoel, bol van voren en hol van achteren. Bij de achterste ruggenwervels keept het ruggenmergkanaal de bovenkant van het wervellichaam in. Het dijbeen heeft geen trochanter minor en is 70% langer dan het scheenbeen. Bij het scheenbeen steekt de crista cnemialis zijdelings uit. Dat alles duidt op althans een iets meer afgeleide positie, in de Eusauropoda. Dat de positie daarin echter basaal moet zijn, bewijzen doornuitsteeksels die in bovenaanzicht langer zijn dan breed; de slanke schacht van het zitbeen; en een langwerpig schaambeen met bovenaan een laag hoofdlichaam.
Histologisch onderzoek van het dijbeen wees in 2017 op een snelle groei, zonder duidelijke groeiringen. Intern is het dijbeen gevuld met sponsachtig bot dat abrupt overgaat in een veel dichtere buitenwand met een weinig georganiseerde structuur.

## Fylogenie
Volkheimeria werd door Bonaparte in de Cetiosauridae geplaatst. In 1990 plaatste John Stanton McIntosh hem echter in de Brachiosauridae wegens door Bonaparte in 1986 veronderstelde overeenkomsten met Lapparentosaurus, echter zonder daarvoor synapomorfieën aan te geven; de bouw sluit een dergelijke positie naar moderne inzichten vrijwel uit. Latere analyses waren dus voorzichtiger en concludeerden tot een positie ergens in de Eusauropoda, vermoedelijk basaal, buiten de Neosauropoda.